# Pfunderer Tal

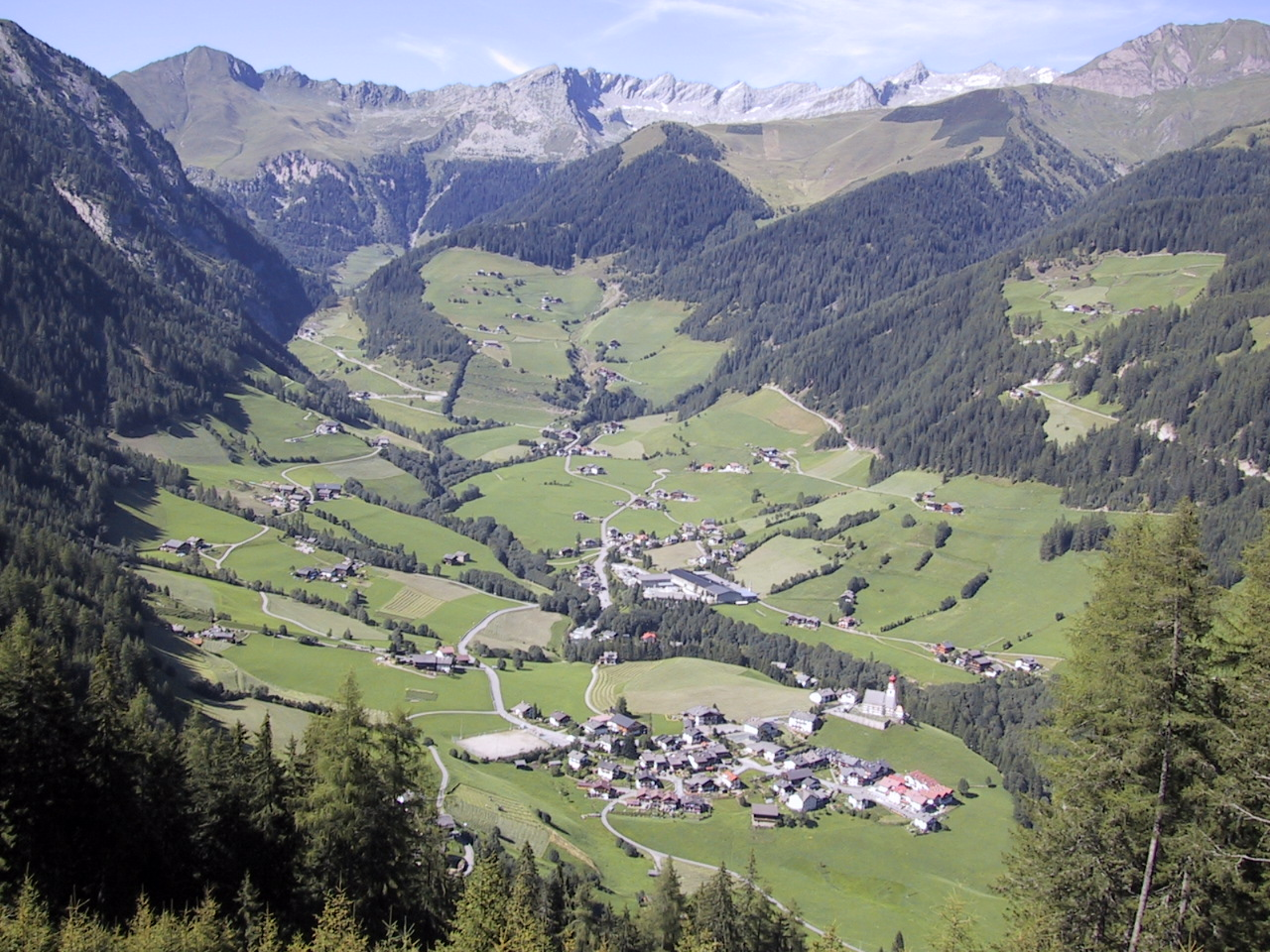
Das Pfunderer Tal mit der Ortschaft Pfunders

Das Pfunderer Tal (italienisch Val di Fundres), auch einfach Pfunders genannt, ist ein Gebirgstal im Südtiroler Anteil der Zillertaler Alpen. Es ist ein Seitental des unteren Pustertals, das bei Niedervintl nordwärts in die Berge führt. Entwässert wird es durch den Pfunderer Bach.
Umgeben ist das Tal von den sogenannten Pfunderer Bergen. Diese umschließen zudem das parallel im Westen verlaufende Valler Tal, bilden die Bergkette im Norden zum Pfitscher Tal und im Nordosten zum Mühlwalder Tal hin. Die höchsten Gipfel überragen die hinteren Talabschnitte, wo sich das Pfunderer Tal in mehrere Äste verzweigt: Dazu zählen der Niedere Weißzint (3263 m), die Grabspitze (3068 m s.l.m.) und die Wurmaulspitze (3022 m s.l.m.). Für Bergsteiger erschlossen ist das Gebiet durch den Pfunderer Höhenweg, der an der Edelrauthütte (2545 m s.l.m.) am Eisbruggjoch, einem Übergang ins Mühlwalder Tal, vorbeiführt. Im Bereich des Talausgangs erreichen die Berge nur noch Höhen unter 3000 m, etwa ostseitig die Hochgrubbachspitze (2819 m s.l.m.) und die Eidechsspitze (2738 m s.l.m.) oder westseitig der Gitsch (2510 m s.l.m.). 
Die bedeutendsten Siedlungen im Tal sind Weitental im schmalen Eingangsbereich und das höher gelegene Pfunders, wo sich die Landschaft zu einem Talkessel weitet. Administrativ gehört das Pfunderer Tal zu Gänze zur Gemeinde Vintl.

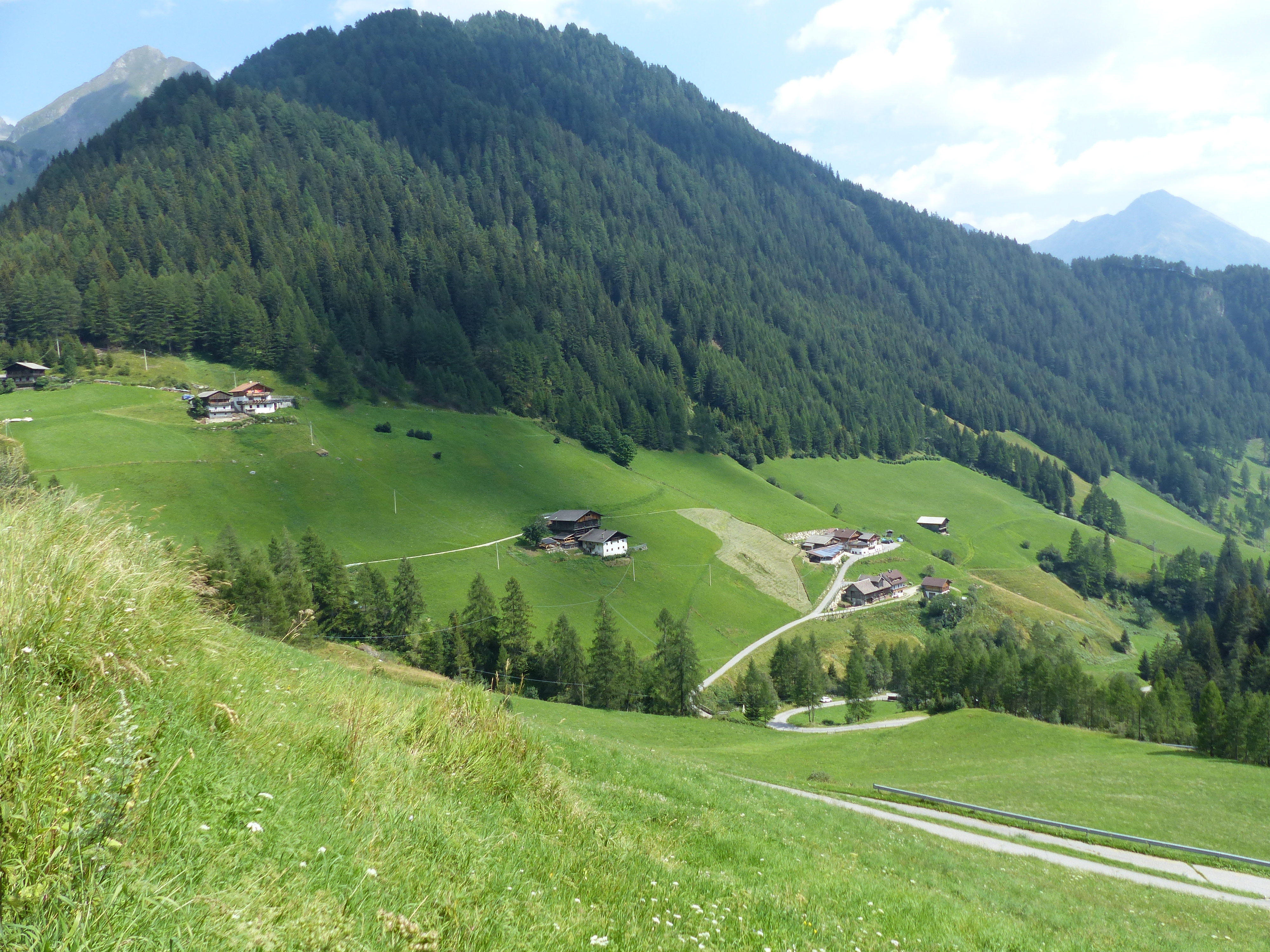
Dun im hinteren Pfunderer Tal
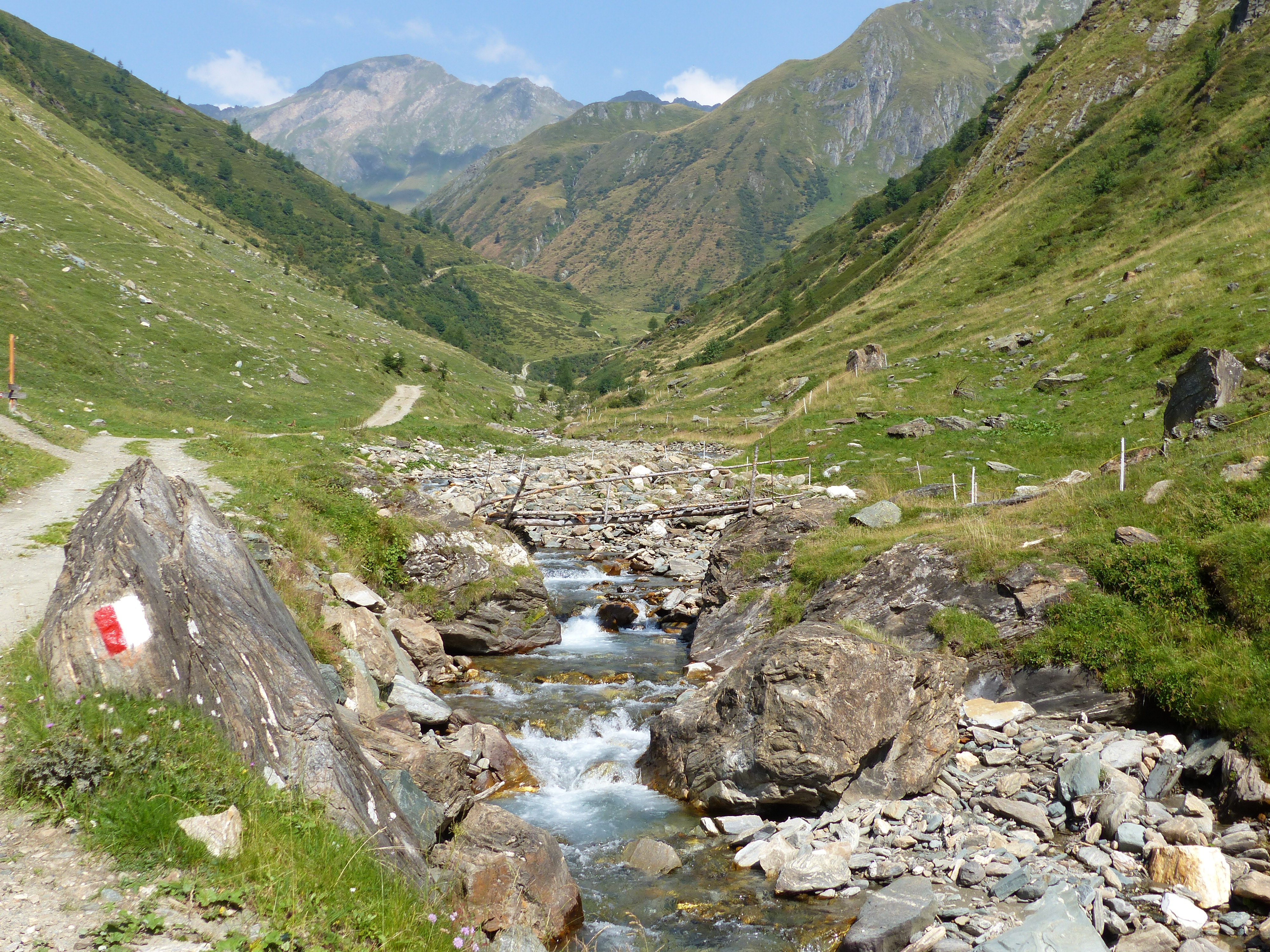
Weitenbergtal unterhalb der Unteren Engbergalm
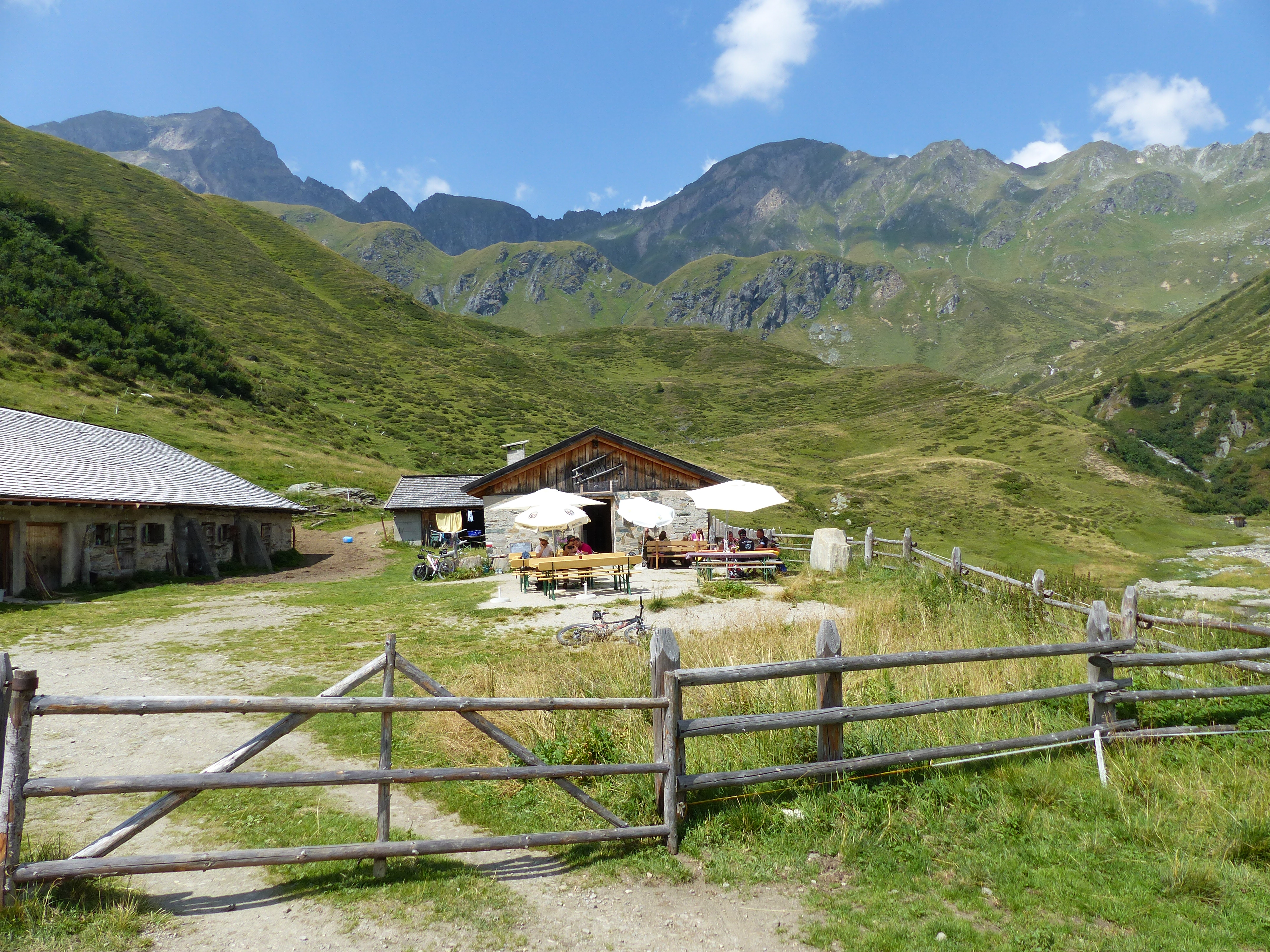
Weitenbergalm mit Grabspitze und Felbesspitze
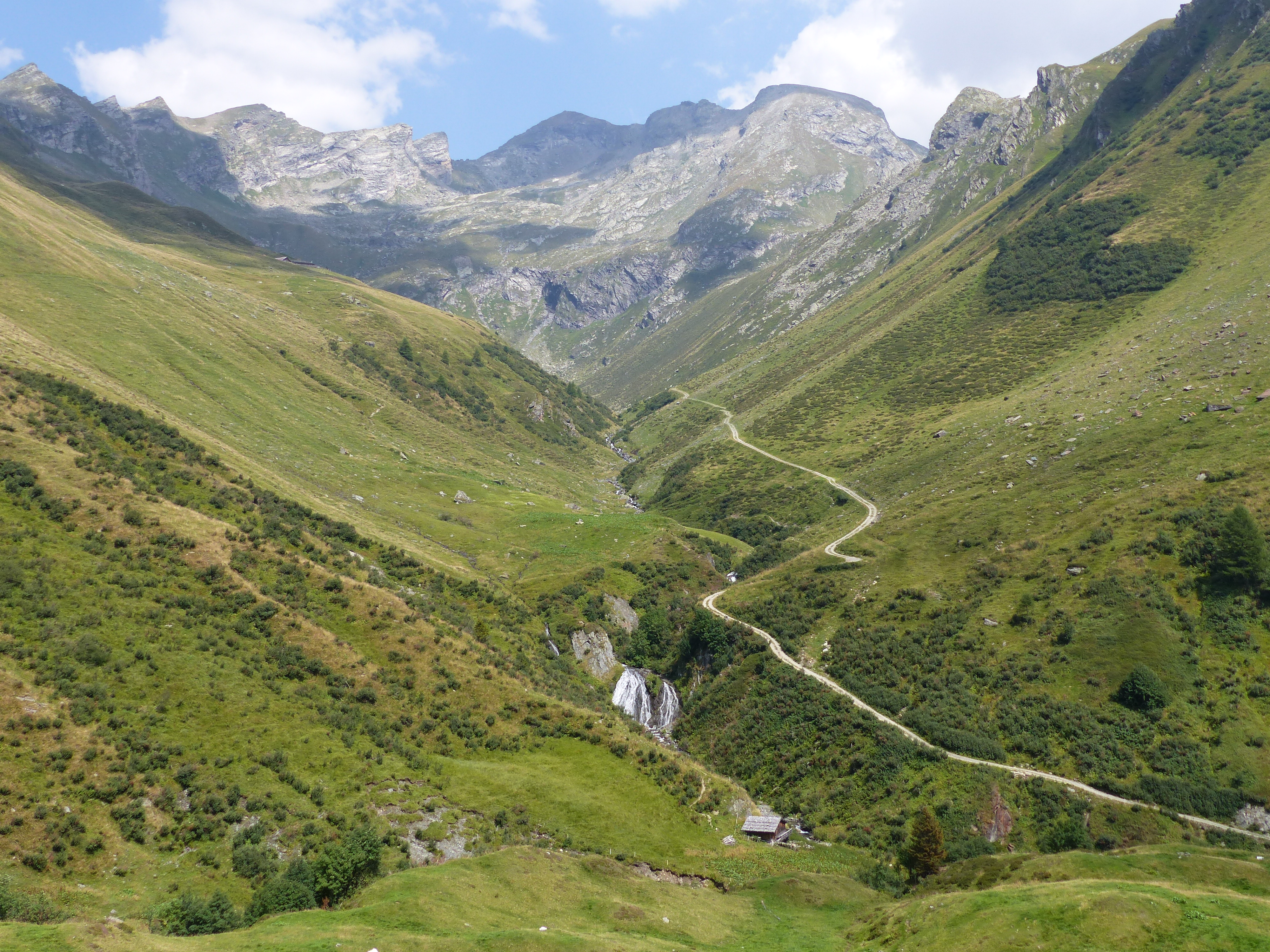
Engbergtal
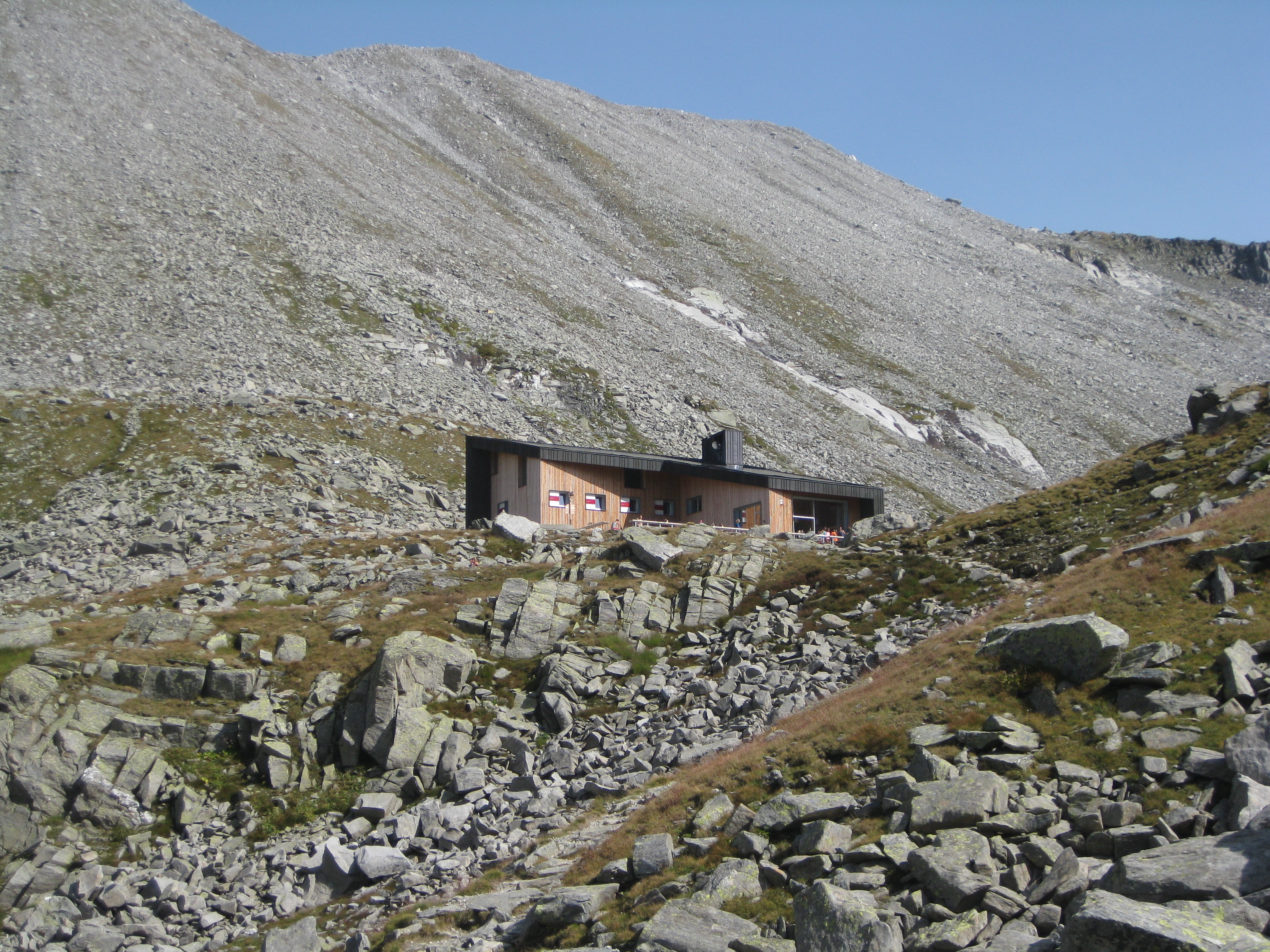
Edelrauthütte